# Kangxi
Kangxi (chino: 康熙, pinyin: Kāngxī, Wade-Giles: K'ang-hsi; Pekín, 4 de mayo de 1654—20 de diciembre de 1722) fue el tercer emperador de la dinastía Qing, la última dinastía imperial china, de origen manchú, y el segundo que reinó sobre toda China, consolidando la conquista del territorio que había estado bajo la soberanía de la anterior dinastía Ming.
Su nombre real era Xuányè (chino tradicional: 玄燁, chino simplificado: 玄烨, manchú: Hiowan Yei), pero, como a los demás emperadores de esta dinastía, se le conoce habitualmente por el nombre de su reinado, Kangxi. Esta costumbre se debe al tabú sobre los nombres en la cultura china, por el cual se considera irrespetuosa la mención del nombre propio de un emperador.
El emperador Kangxi fue uno de los monarcas más importantes de la historia de China. Su reinado de 61 años (1662 - 1722) fue el más largo de la historia del país y asentó el poder de la nueva dinastía Qing. A pesar del origen foráneo de esta dinastía, el largo reinado de Kangxi fue un periodo de esplendor en el ámbito de la cultura china, gracias en gran medida a la intensa labor de mecenazgo artístico desarrollada por el propio emperador.

## Biografía

### Subida al trono

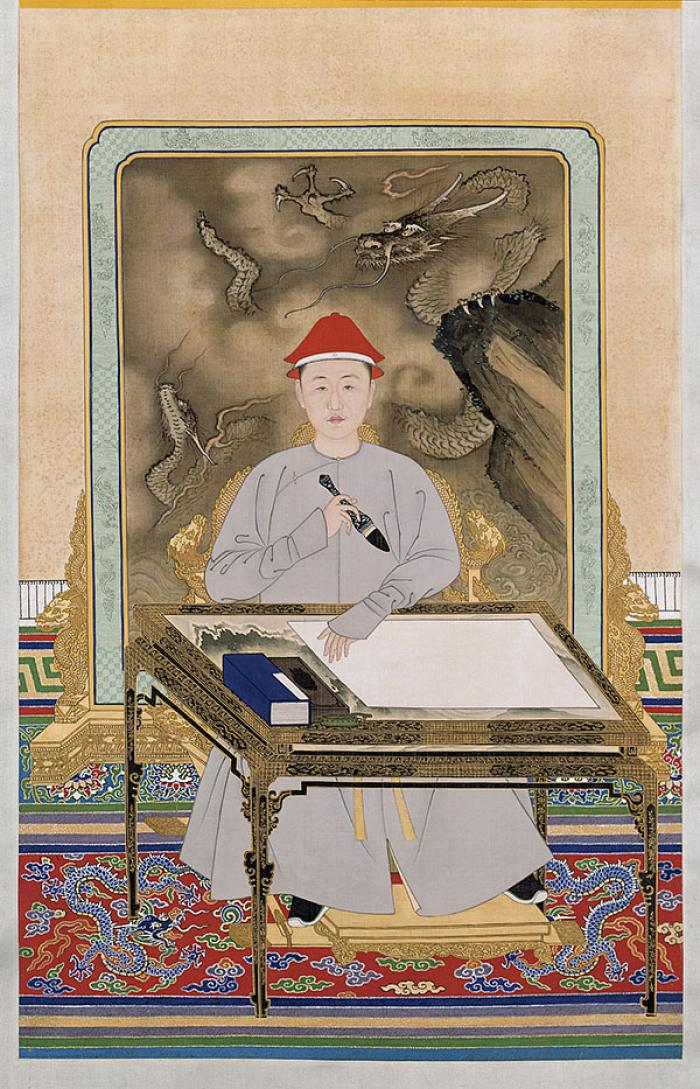
Retrato del joven emperador Kangxi.

Después de que su padre, el emperador Shunzhi, falleciera de viruela a la edad de 22 años, el pequeño Xuanye ascendió al trono en 1662, cuando contaba siete años de edad. Durante los primeros años de su reinado, el ejercicio de las funciones de gobierno estuvo en manos de cuatro regentes: Ebilun, Suksaha, Soni y Oboi. Este último era el principal de los regentes, y sería el responsable de la adopción de políticas que privilegiaban a la clase dirigente manchú, distanciándose de la línea de gobierno del fallecido emperador Shunzhi, que había adoptado muchos de los hábitos administrativos y culturales chinos. Durante esta época, continuarían las acciones militares para consolidar el poder sobre el vasto territorio que había estado controlado por la dinastía Ming, cuyo derrumbe había propiciado la conquista manchú. En el primer año de reinado de Kangxi, el Príncipe de Gui, el último pretendiente al trono Ming, fue ejecutado por estrangulamiento, junto con su único hijo, tras haber sido entregado a la corte Qing por el rey de Birmania, país en el que se había refugiado junto a sus seguidores. Con la ejecución del Príncipe de Gui, el único foco importante de resistencia a la nueva dinastía se encontraba en la isla de Taiwán, donde un antiguo general del ejército Ming, Zheng Chenggong, más conocido en Occidente como Koxinga, había establecido un sistema de gobierno dominado primero por él y después por sus hijos, que mantenía la lealtad a la dinastía derrocada de los Ming.
Las ambiciones del regente Oboi de mantener su control sobre las instituciones de gobierno más allá de los primeros años de reinado del joven emperador lo enfrentaron a este, que en los inicios de su adolescencia deseaba ya asumir las funciones de monarca. A partir de 1667, el joven emperador se enfrentó en repetidas ocasiones a Oboi y dos años después lo hizo encarcelar bajo la acusación de treinta graves delitos contra el Estado. Así, en 1669, el emperador Kangxi ejercía ya el poder absoluto.
El emperador Kangxi favorecería el desarrollo de la cultura china en la corte de Pekín, promoviendo la producción de obras de arte y manteniendo el canon neoconfuciano como materia de estudio obligado para los aspirantes a las plazas de funcionarios públicos. A diferencia de su padre y sus antepasados, el emperador Kangxi, nacido y criado ya en la corte pequinesa, hablaba perfectamente el idioma chino, además del manchú. De esta manera, su estilo de gobierno acentuó la adopción de la cultura china en la corte, continuando la tendencia asimilacionista que había comenzado su padre, el emperador Shunzhi, y distanciándose así de las políticas promanchúes de los cuatro regentes.

### Consolidación del poder
La disolución de la antigua dinastía Ming había dejado el camino libre para la conquista de China por los ejércitos manchúes. Con todo, la conquista fue posible en gran medida gracias a la colaboración de una parte de la clase militar china del antiguo régimen, que veía en la nueva dinastía el elemento de estabilidad necesario para poner fin al caos surgido tras el derrumbe del estado Ming. La dependencia que la corte Qing tenía de estos colaboradores chinos fue especialmente importante en el sur, territorio con características orográficas y climáticas muy diferentes de las regiones originarias de los manchúes. Mientras el norte era dominado de manera directa por el ejército manchú, la administración en el sur quedó bajo la dirección de tres grandes señores feudales, Wu Sangui, Shang Kexi y Geng Jimao, quienes, a cambio de reconocer la autoridad de la corte de Pekín y ayudar a ésta a acabar con los focos de resistencia de los legitimistas Ming, controlaban la administración local y la recaudación de impuestos.

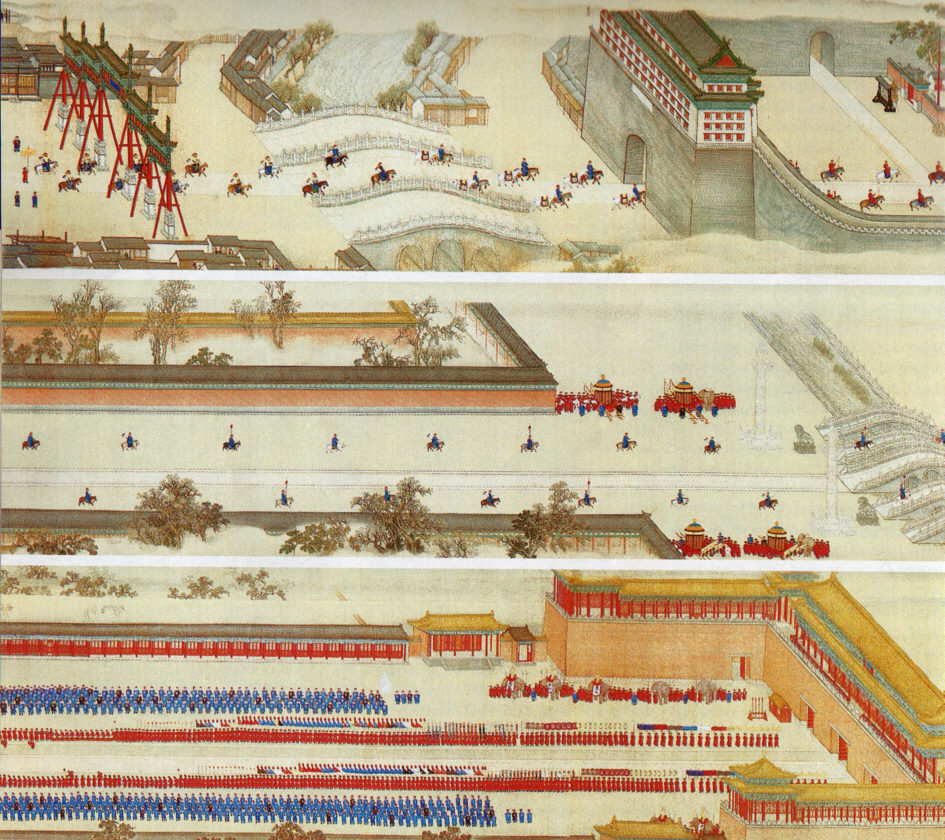
El emperador Kangxi regresando a la Ciudad Prohibida tras un viaje al sur.

El emperador Kangxi asistió con preocupación a la creciente independencia de los tres feudos del sur. En 1671, Shang Kexi y Geng Jimao fueron sucedidos por sus hijos Shang Zhixin y Geng Jingzhong, lo que confirmaba que estos feudos se estaban convirtiendo en auténticas monarquías hereditarias. El emperador intentó reafirmar la autoridad de la corte, lo cual motivó el enfrentamiento con los tres feudos. Este enfrentamiento desembocaría en una guerra abierta, la Guerra de los Tres Feudos, en el año 1673. En diciembre de ese año, Wu Sangui, el mismo que años antes había abierto a las tropas manchúes las puertas del paso de Shanhaiguan en la Gran Muralla china, proclamaba una nueva dinastía, a la que dio el nombre de "Zhou", como recreación de la idealizada dinastía Zhou de la antigüedad china. Shang Zhixin y Geng Jingzhong se sumaban a la rebelión, que prometía la expulsión de los invasores extranjeros y que abolió los estilos de ropa y corte de pelo que habían impuesto los manchúes como símbolo de sometimiento de sus nuevos súbditos.
La Guerra de los Tres Feudos puso en graves dificultades a la corte del emperador Kangxi, que por momentos pareció encaminada a la derrota ante el apoyo popular a la rebelión. Sin embargo, la superioridad militar de los ejércitos manchúes acabó imponiéndose. Wu Sangui falleció en 1678, en plena guerra, y su nieto y heredero Wu Shifan se suicidaría en 1681, cuando las tropas Qing asediaban la capital rebelde, la actual ciudad de Hengyang, en la provincia de Hunan.
Tras el final de la Guerra de los Tres Feudos, las tropas manchúes se lanzaron al ataque de la isla de Taiwán, donde la presencia de los legitimistas Ming suponía una amenaza permanente para el régimen manchú. Allí, los descendientes de Zheng Chenggong mantenían el sistema que se consideraba heredero de los Ming. El ejército del estado taiwanés de los Zheng estaba, sin embargo, muy debilitado por el apoyo prestado a la rebelión de los tres feudos. Además, uno de sus almirantes, Shi Lang, había desertado para unirse a los manchúes. En 1683, bajo el mando del propio Shi Lang, las tropas manchúes conquistaban primero las Islas Pescadores, en una dura batalla, para después hacerse con el control definitivo sobre Taiwán. Por primera vez en su historia, la isla de Taiwán pasaba a ser integrada como parte del estado chino, como una prefectura de la provincia de Fujian.
Así, en 1683 el emperador Kangxi acababa con todos los focos de resistencia de los legitimistas Ming y consolidaba la estabilidad de la dinastía. En este proceso, su capacidad para ganarse el apoyo, en diferentes momentos, de sectores de la sociedad china, fue esencial. A pesar del recelo suscitado por las imposiciones de cortes de pelo y modos de vestir ajenos y de la humillación de verse dominados por un pueblo considerado extranjero, muchos chinos se vieron persuadidos por la fortaleza militar de los Qing y también por la exaltación de la cultura china llevada a cabo por el emperador Kangxi, que proyectó la imagen de la nueva dinastía como una auténtica dinastía china.

### Expansión territorial

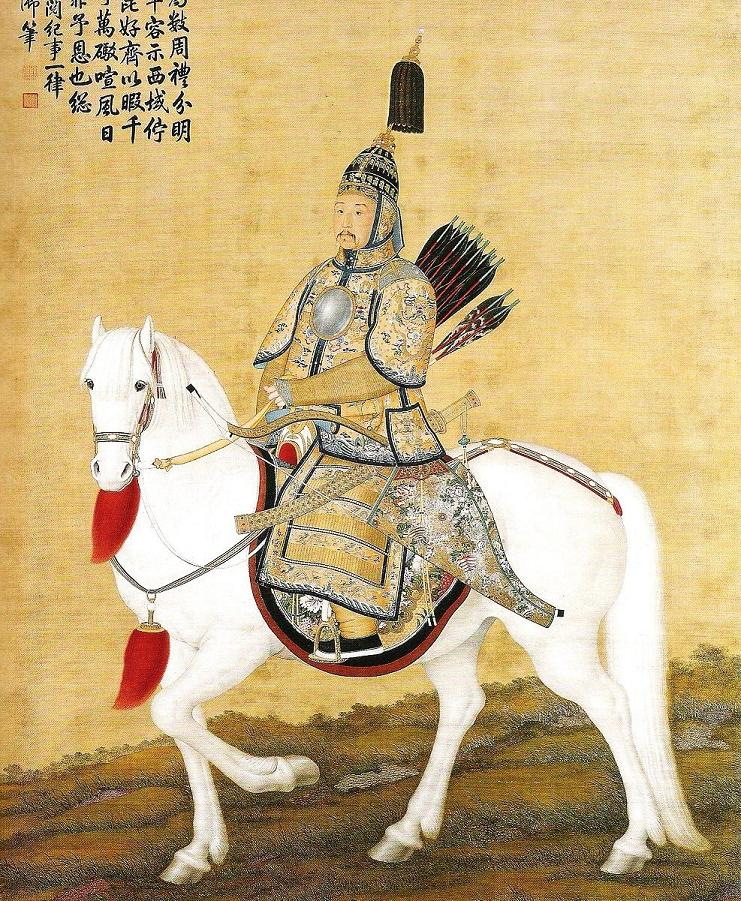
El emperador montado a caballo con vestimenta militar.

Tras acabar con las rebeliones de los legitimistas Ming, el foco de conflictos armados del imperio Qing se desplazó a los límites septentrionales del territorio, donde los rusos, en plena expansión territorial en Siberia y hacia la costa del Pacífico, habían llegado ya hasta las tierras ancestrales de los manchúes en el nordeste, en la región del río Amur. En el noroeste, la amenaza procedía de los mongoles ölöd (o züüngar, mongoles occidentales), quienes habían sometido a los mongoles jalja (orientales), y habían conquistado también el Turquestán Oriental (la actual Región Autónoma Uigur de Xinjiang). De esta manera, bajo el liderazgo de su caudillo militar Galdan, los mongoles, étnica y lingüísticamente afines a los manchúes, formaban un imperio rival al noroeste de China.
Ansioso de evitar una temida alianza entre mongoles y rusos, el emperador Kangxi dio prioridad al establecimiento de un pacto con los segundos. Tras atacar y sitiar la colonia rusa de Albazin, el emperador ofreció a los rusos, representados por Fiódor Golovin, emisario del zar Pedro el Grande, un pacto de no agresión. Las negociaciones dieron lugar al Tratado de Nerchinsk, firmado el 27 de agosto de 1689, y que fue el primer tratado firmado por China con una potencia occidental.
El Tratado de Nerchinsk establecía los límites territoriales entre la Rusia zarista y el Imperio Qing, y los negociadores manchúes aceptaron hacer algunas concesiones comerciales a los rusos a cambio de la retirada de estos a la parte norte del Amur. La paz con Rusia permitía a la corte Qing concentrar los esfuerzos militares en la guerra con los mongoles orientales. En 1696, en la localidad mongola de Jao Modo, actual Zuunmod, al norte del desierto del Gobi, las fuerzas Qing infligían una decisiva derrota al ejército mongol comandado por Galdan. Este moriría un año después y el Imperio Qing asumía el control sobre las rutas comerciales de Mongolia Exterior, continuando una expansión territorial que sería completada años más tarde con la conquista del Turquestán Oriental por el emperador Qianlong, nieto del emperador Kangxi.
La victoria militar sobre Galdan no puso fin, sin embargo, a la rivalidad con los mongoles orientales, que mantenían su independencia en las regiones del noroeste. Un nuevo enfrentamiento tendría lugar en el Tíbet, en el marco de las disputas por la sucesión del dalái lama, el líder espiritual del budismo tibetano, religión profesada también por los mongoles, quienes llegarían a imponer a un nuevo Dalái lama hostil al Imperio Qing. El emperador Kangxi ordenó un ataque contra el Tíbet en dos frentes. Mientras una columna avanzaba por la región del lago Kokonor, actual Qinghai, en el norte, otra se adentraba en el Tíbet desde el sur, partiendo de la meseta de Sichuan. Las tropas manchúes ocuparon Lhasa, la capital tibetana, en el otoño de 1720, instalando a un Dalái lama afín a la corte de Pekín.
Casi al mismo tiempo, en 1721, año 60 de Kangxi en la cronología china, ya en el ocaso de la vida del emperador, un funcionario del gobierno en Taiwán llamado Zhu Yigui encabezó una sublevación popular en la isla, llegando a proclamarse "rey de Taiwán". El ejército manchú sofocaría finalmente la rebelión al cabo de dos meses.
Así, gracias a sus decisivas victorias militares sobre los mongoles y en los extremos meridionales de su dominio y a los acuerdos fronterizos con Rusia, el emperador Kangxi consolidaba la expansión territorial del Imperio, que continuaría durante los reinados de su hijo el emperador Yongzheng y su nieto el emperador Qianlong, y que, a grandes rasgos, definiría las fronteras de China tal como las conocemos hoy en día.

### El problema de la sucesión
El emperador Kangxi conocía los efectos negativos que habían tenido al comienzo de su reinado, y del de su padre años antes, tanto la ausencia de mecanismos formales de sucesión como los amplios poderes mantenidos por los regentes durante la infancia de los emperadores. Estas experiencias pasadas parecen haber sido la razón por la que el emperador nombró a su primer hijo varón, Yinreng, como sucesor poco después de su nacimiento. De esta manera, el emperador disipaba cualquier duda sobre su sucesión.

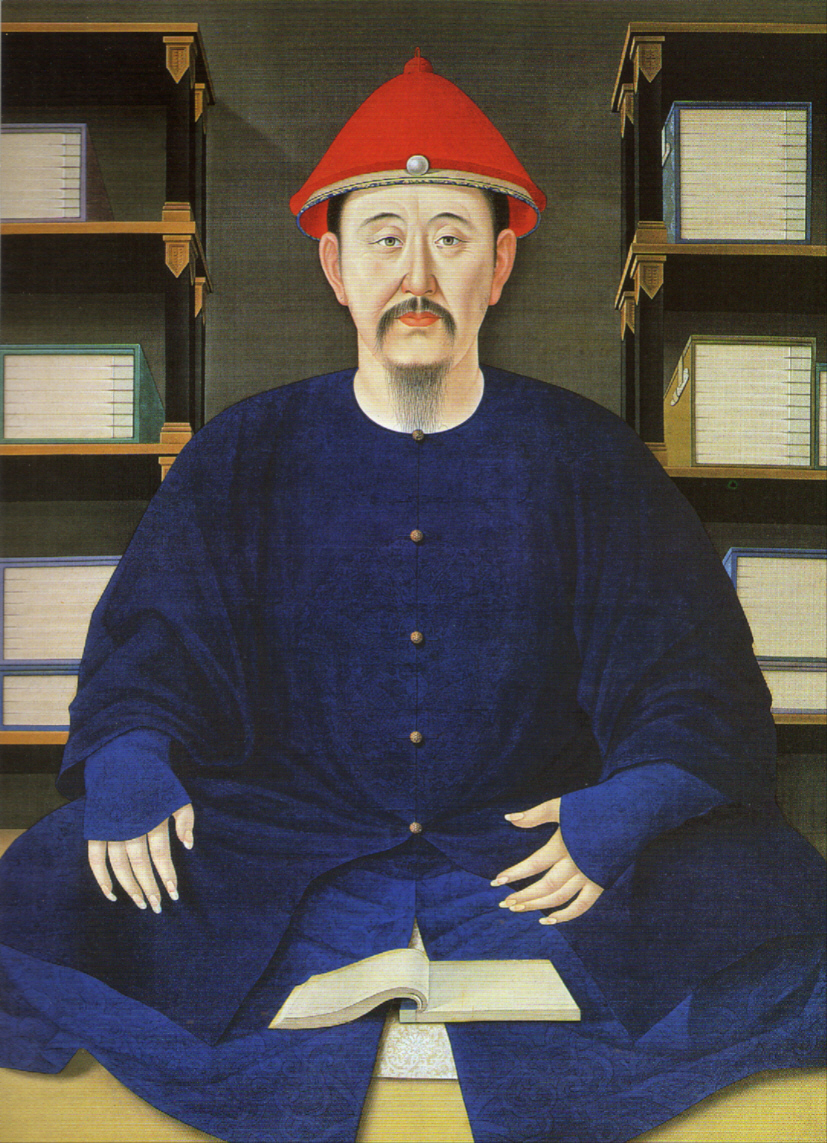
El emperador Kangxi a los 45 años, en 1699.

Dada su condición de sucesor, Yinreng recibió una esmerada educación orientada a su futuro como emperador bajo la supervisión directa de su padre y bajo la atenta mirada de diversos tutores, encargados de inculcar en el joven los valores morales confucianos, así como valores tradicionales manchúes, que se creían indispensables para un buen gobernante. El joven Yinreng recibió asimismo una elaborada instrucción literaria, técnica y artística. Sus labores como gobernante serían incluso puestas en práctica durante el periodo, entre los años 1696 y 1697, en el que su padre dirigió las operaciones militares contra el caudillo mongol Galdan.
Sin embargo, los asesores del emperador Kangxi advirtieron a este del carácter caprichoso y violento del joven sucesor, cuya vida desordenada y licenciosa había despertado las alarmas en la corte. El emperador, reacio a aceptar el fracaso de la confianza que había depositado en su hijo, tardaría mucho tiempo en admitir que su hijo Yinreng no era el sucesor idóneo. Finalmente, en 1708 el emperador hacía arrestar a su hijo y lo despojaba de su condición de sucesor. Esta decisión sería muy difícil de aceptar para el emperador, y en 1709, Yinreng, perdonado por su padre, recuperaba su condición de sucesor, que mantendría hasta 1712, cuando, tras ser acusado de tramar una rebelión contra su padre para hacerse con el trono, sería apartado definitivamente de la línea sucesoria.
Desalentado por su fracaso en la formación de su hijo, el emperador Kangxi no fue capaz de nombrar un sucesor en los años siguientes. La cuestión de la sucesión se convirtió en una suerte de tabú en la corte y el emperador haría castigar a aquellos asesores que le advertían de la importancia de nombrar un sucesor.
La preocupación por la ausencia de sucesor sería una constante en los últimos años del periodo Kangxi. Como había ocurrido tantas veces en la historia de China, la posibilidad de una guerra civil por la sucesión se hacía cada vez más presente.
Tras la muerte del emperador Kangxi, su hijo Yinzhen proclamó haber sido nombrado sucesor por su padre en el lecho de muerte. Este habría dejado a su vez el nombre del sucesor escrito en una urna en el palacio. En cualquier caso, el hecho de que sólo algunos de los hijos del emperador Kangxi estuvieran presentes en el momento de la muerte del emperador ha llevado a algunos historiadores a cuestionar si Yinzhen fue realmente elegido como sucesor, y las sospechas de una posible usurpación acompañarían al reinado de Yinzhen, conocido como periodo Yōngzhèng.

## La economía durante el periodo Kangxi
A pesar de los éxitos militares y culturales del Emperador Kangxi, la penuria derivada de la caída del antiguo régimen de los Ming y de la dura guerra civil contra los Tres Feudos se haría notar por mucho tiempo. La difícil subsistencia en el medio rural, que sufriría además numerosos desastres naturales, unida a la ineficacia del Estado, que arrastraba muchos de los problemas de la antigua administración Ming, se manifestarían en las duras condiciones de vida para la inmensa mayor parte de la población. Frente a los numerosos éxitos en la expansión y la consolidación territorial, así como en el ámbito de la cultura, el desarrollo económico fue bastante limitado e incluso se produjo un descenso en los precios de los productos agrícolas básicos y de la tierra. Aun así, los monopolios del Estado sobre el comercio en productos como la sal y el jade mantuvieron sin interrupción el flujo de ingresos en la corte, que permitieron a ésta sufragar los gastos de las numerosas campañas militares. 

## La promoción de la cultura durante el periodo Kangxi
En un esfuerzo por reafirmar su legitimidad como monarca absoluto chino, el emperador Kangxi intentó combinar su respeto por las tradiciones manchúes de su propio pueblo con la adopción de formas chinas de gobierno que permitieran a la corte ganarse la adhesión de sus nuevos súbditos. El respeto al legado manchú se aprecia en su costumbre de vestir ropas tradicionales manchúes y de mantener el manchú, cuya forma escrita había sido inventada apenas unas décadas antes, como lengua oficial de la corte junto con el chino. A la vez que se mantenían estos vínculos con el legado manchú, el emperador Kangxi asumió un papel de gobernante ilustrado según el modelo confuciano. Hombre de una gran disciplina personal, su rutina diaria comenzaba levantándose antes del alba para escuchar la lectura de un pasaje clásico confuciano por parte de un lector de la corte. El propio emperador practicaba la caligrafía y la pintura, y mostró un gran interés por conocer los avances de la ciencia y de la técnica, muchos de estos llevados a China por los misioneros jesuitas europeos, gracias a los cuales comenzaban a darse intercambios de conocimientos directos entre China y el mundo occidental.

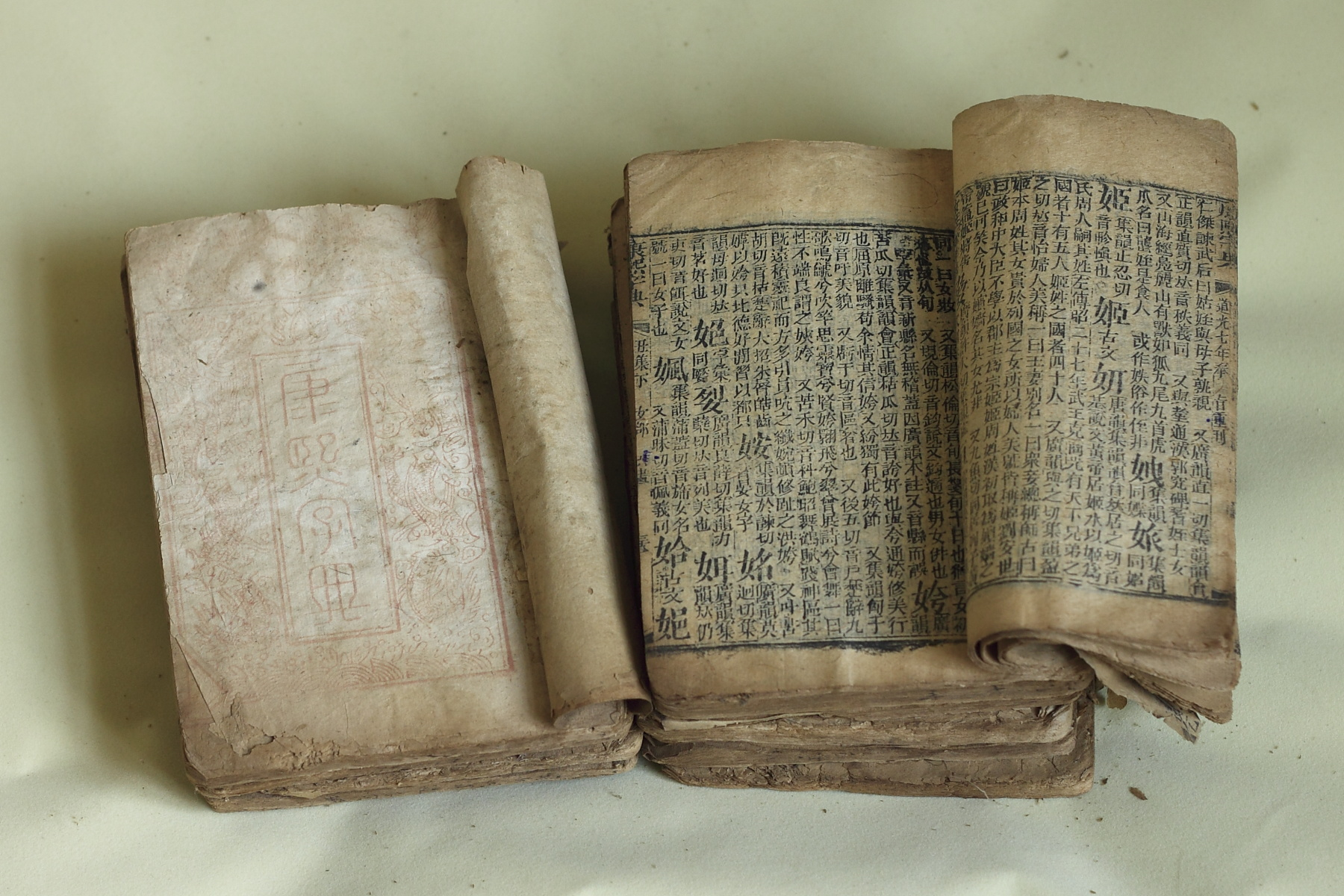
Reedición de 1827 del Diccionario de Kangxi.

En su afán de ganarse la colaboración de los hombres de letras chinos, uno de los problemas a los que se hubo de enfrentar el emperador Kangxi fue precisamente el principio confuciano de lealtad al gobernante. Debido a este principio, muchos de los hombres de mayor formación intelectual se sentían obligados a mantener de por vida su lealtad a la antigua dinastía Ming, rechazando cualquier forma de colaboración con una dinastía nueva, a la que veían como ilegítima. Para eliminar estos recelos, el nuevo estado Qing mantuvo el canon neoconfuciano de Zhu Xi como baremo de cultura en el que se basaban los exámenes imperiales y, con el fin de atraer a aquellos intelectuales que mantenían su espíritu de lealtad a los Ming, se convocó también, en 1679, un concurso oposición para contratar los servicios de cincuenta letrados, a los que se encomendaría la compilación de una vasta obra histórica sobre la dinastía Ming, la Historia de los Ming (Míng Shǐ, 明史) . De esta forma, el emperador Kangxi promovía la idea de la nueva dinastía como sucesora legítima de la dinastía Ming, ensalzando los logros de esta última. Después de todo, los Qing habían ocupado China tras el derrumbe de la dinastía Ming en medio del caos, y no habían sido responsables directos de la deposición del último emperador Ming.
Junto a la Historia de los Ming, durante el reinado Kangxi se llevó a cabo también la compilación de la mayor enciclopedia en chino de la historia, la Síntesis de escritos e ilustraciones del pasado y el presente, que sería completada durante el reinado Yongzheng, abarcando un total de 5.020 volúmenes y 800.000 páginas. Otra de las obras más importantes debidas al mecenazgo del emperador fue el Diccionario de Kangxi, cumbre de la lexicografía china hasta entonces y que contenía cerca de 50.000 caracteres chinos, organizados mediante un sistema de secciones basadas en radicales de los caracteres, que con ligeras variaciones se mantiene en los diccionarios chinos actuales. Otra obra literaria de suma importancia fue la Poesía Tang Completa (Quán Táng Shī, 全唐詩)， recopilación de poemas de la época de la dinastía Tang, considerada la edad de oro de la poesía china.
Además de las obras escritas, el emperador Kangxi promovió también las artes plásticas. Para ello, en 1661 se fundaron los talleres imperiales en Pekín, en los que un gran número de artistas y artesanos producían objetos de arte para la corte, tales como pinturas, cerámicas, objetos ornamentales y rituales. Junto a la producción de los talleres de Pekín, repartidos por la Ciudad Prohibida y por las afueras de la capital, se establecieron también talleres de producción de seda en las ciudades sureñas de Suzhou, Hangzhou y Jiangning.

## Los europeos en la corte

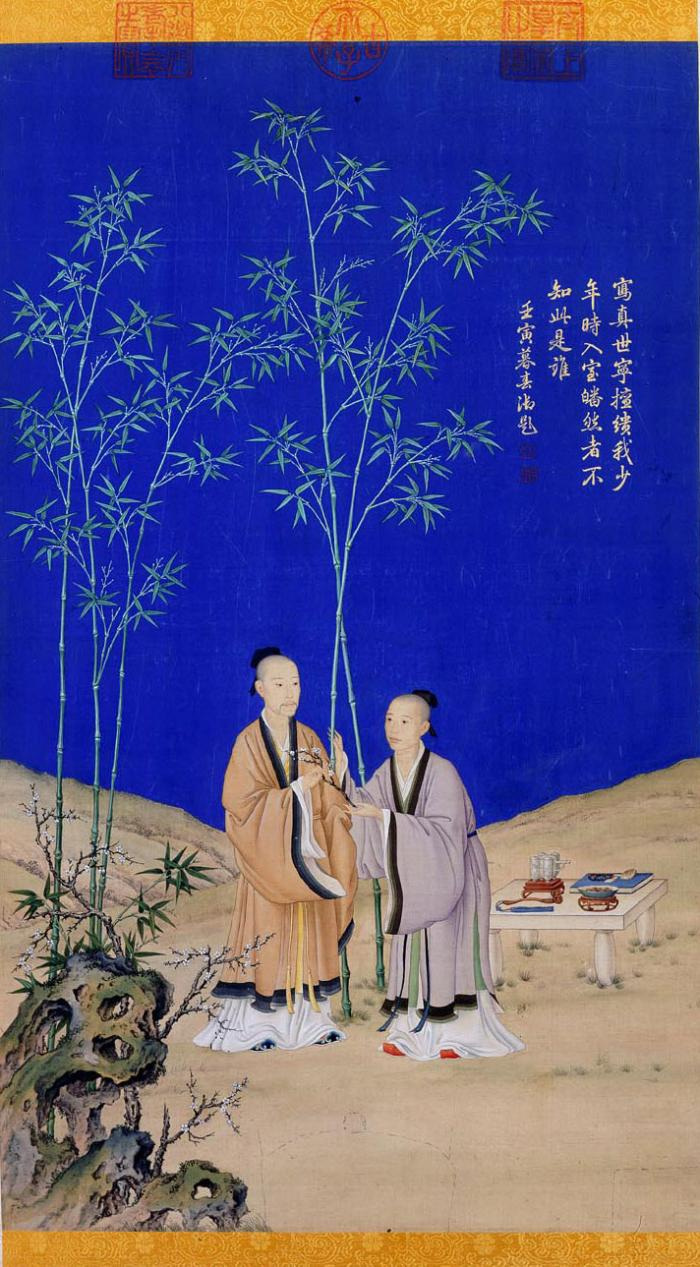
El mensaje pacífico de la primavera, por Giuseppe Castiglione. Museo del Palacio, Pekín.

El interés del emperador por la ciencia y la técnica favoreció a los misioneros jesuitas que se encontraban en la corte pequinesa. Los europeos se habían ganado una reputación de expertos en complejas materias técnicas, lo cual les había abierto las puertas de la corte china durante la anterior dinastía Ming. El primer misionero en instalarse en la corte había sido Matteo Ricci, introductor del catolicismo en China y cuyos conocimientos cartográficos y matemáticos habían llevado su fama a oídos del emperador Wanli a principios del siglo XVII. Tras el establecimiento de la dinastía Qing, los jesuitas se habían mostrado leales a ésta, a pesar de lo cual habían sufrido persecuciones durante la época de los cuatro regentes. El emperador Kangxi, sin embargo, admiraba la destreza técnica de los europeos, y les asignaría tareas importantes. Durante su reinado, los jesuitas contribuirían al desarrollo técnico del estado Qing, participando en la producción de mapas y de utensilios como relojes o incluso instrumentos musicales, como un clave. También ejercerían funciones de intérpretes. La negociación del Tratado de Nerchinsk con Rusia se pudo llevar a cabo gracias a los jesuitas, que traducían del chino al latín, idioma que comprendían los altos funcionarios rusos.
Uno de los principales jesuitas en Pekín fue Ferdinand Verbiest (1623 - 1688), nacido en la actual Bélgica y que había estudiado teología en la Universidad de Sevilla. Verbiest enseñaba matemáticas y astronomía al emperador y, en 1674, había producido un nuevo mapa del mundo que superaba en detalle a todos los anteriores mapas hechos en China. La posición de Verbiest en la corte se vería reforzada durante el año 1669. Ese año, el emperador Kangxi, decidido a determinar si las técnicas de cálculo de los europeos eran superiores a las de los astrónomos musulmanes de la corte, lanzó un reto consistente en llevar a cabo varias predicciones astronómicas, que debían culminar en la determinación del momento de un eclipse de Luna. La verificación del eclipse en la fecha predicha por Verbiest convenció al emperador de la superioridad de los métodos astronómicos europeos, y Verbiest fue nombrado máximo responsable del departamento de astronomía de la corte.
Otra de las figuras europeas más destacadas en la corte del emperador Kangxi fue el también jesuita Giuseppe Castiglione (1688 - 1766), de formación artística, y que sería pintor de la corte bajo tres emperadores. Castiglione pintó retratos de los emperadores e instruyó a otros pintores en técnicas europeas como el claroscuro, la perspectiva de punto de fuga o la teoría del color.

## La disputa con la Iglesia católica

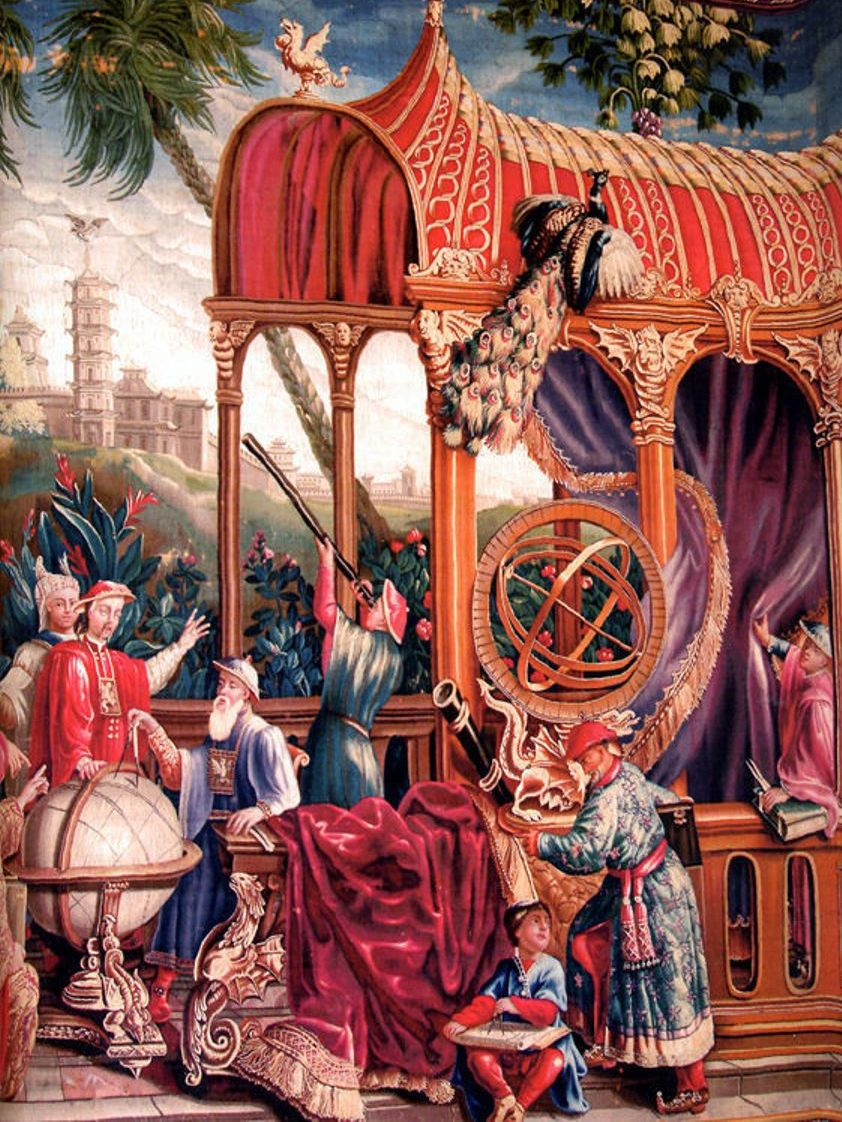
Astrónomos Jesuitas de la Misión jesuita en China con el emperador Kangxi (1690–1705). Obra de Philippe Behagle.

Desde la llegada de Matteo Ricci a China, los jesuitas se sirvieron de su excelente formación científica para lograr introducirse en el entramado de las clases dirigentes chinas, llegando a ocupar posiciones en la propia corte, y contribuyendo a desarrollos importantes en la ciencia china. Pero, al margen de sus contribuciones técnicas, el auténtico propósito de la misión jesuita en China era evidentemente la promoción de la fe católica en China y, en este empeño, debieron enfrentarse a muchos obstáculos. Mientras que por un lado se encontraba la enorme dificultad de traducir textos bíblicos al chino, la existencia de prácticas morales y religiosas muy asentadas en la sociedad china hacían, por otro lado, muy difícil la introducción de cultos nuevos y exóticos en un mundo que tenía sus propias normas. A pesar de estas dificultades, los jesuitas consiguieron atraer a muchos chinos al cristianismo, de manera bastante relevante en algunas ciudades sureñas como Hangzhou y Nankín. La razón principal de este éxito fue la manera en que estos supieron integrar el cristianismo en la tradición local. El propio Ricci había estimado que los rituales confucianos o de culto a los antepasados eran prácticas de tipo social más que religioso y que, por ello, no eran incompatibles con el cristianismo. Otra de las decisiones claves de los misioneros jesuitas fue la traducción al chino del nombre "Dios" como Shàngdì (上帝), término aún hoy utilizado por los cristianos chinos, y que había sido empleado en el pasado para designar a la deidad máxima de la dinastía Shang. Esta asimilación de usos y nombres chinos por parte de los primeros misioneros europeos allanó el camino a la introducción del cristianismo en China. Al comienzo del periodo Kangxi, la existencia de una comunidad cristiana en China era ya una realidad, y muchos de los colaboradores más cercanos de misioneros como Verbiest y Castiglione eran chinos convertidos al cristianismo.
Durante los primeros años de su reinado, el emperador Kangxi vio con buenos ojos la presencia de los europeos y de su religión. En 1692, el emperador publicaba un edicto en el que alababa el carácter pacífico de los cristianos y, rompiendo con las políticas antiextranjeras de los cuatro regentes, extendía la protección de la corte a los templos dedicados a Shàngdì y proscribía los ataques a los cristianos y a sus templos.
La popularidad del cristianismo en China, sin embargo, suscitó dudas entre otras órdenes religiosas, como los dominicos y los franciscanos, que comenzaban a llegar a Asia y se sorprendían de la mezcla de las tradiciones cristianas y autóctonas en las prácticas de los cristianos chinos. Muchas de las decisiones de los jesuitas, como la compatibilidad de los ritos cristianos con los confucianos y con el culto a los antepasados, fueron vistas como posibles casos de idolatría, y la controversia sobre los llamados "ritos chinos" llegó a Roma, donde sería asunto de intenso debate durante el pontificado del papa Clemente XI.
Para tratar de aclarar la situación real, en 1701 Clemente XI tomó la decisión de enviar a Pekín una delegación en representación de la Santa Sede, encabezada por el entonces obispo Maillard de Tournon, que años más tarde sería cardenal. La expedición de Maillard de Tournon llegó a Pekín en diciembre de 1705. Allí los enviados del Papa llegaron a entrevistarse con el propio emperador Kangxi, y discutieron con los jesuitas sobre las prácticas litúrgicas seguidas por los católicos chinos.
La visión que se impuso finalmente en Roma fue contraria a las tesis defendidas por los jesuitas. Aunque estos habían alegado que muchas de las prácticas confucianas eran de tipo social y no religioso, la visión predominante en aquella época en Europa consideraba al confucianismo una religión, incompatible con el cristianismo. La propia traducción del nombre de Dios mediante un nombre chino fue considerada inaceptable en Roma y el papa Clemente XI en el año 1715 hacía público un documento en el que prohibía a los cristianos chinos, so pena de excomunión, la participación en rituales de culto a los antepasados y en muchas de las formas rituales confucianas, así como el uso del nombre "Señor celestial" (traducción de Shàngdì) para referirse a Dios.
El documento papal, a pesar de hacer algunas concesiones a la tradición china, sumía en la crisis al catolicismo chino al negar los aspectos más fundamentales que habían permitido su expansión. El emperador Kangxi se mostró escandalizado al conocer el documento, cuyo lenguaje consideró arrogante e irrespetuoso hacia su autoridad como emperador. La crisis ponía en peligro la continuidad del catolicismo en China y un nuevo enviado papal, el cardenal Mezzabarba, visitó Pekín en 1720, en un intento de acercar posturas.
Las actitudes enfrentadas de la Santa Sede, que se atribuía la máxima autoridad en materias doctrinales sobre los cristianos chinos, y de la corte del emperador Kangxi, que veía las órdenes del Papa como un ataque a su propia autoridad como poder máximo del imperio Qing, resultarían irreconciliables. En el año 1721, el emperador Kangxi publicaba su famoso decreto por el que se prohibían las misiones cristianas en China. La decisión del emperador detenía así la expansión del cristianismo en China, que no se reanudaría hasta después de la primera guerra del Opio en el siglo XIX.

## Valoración y legado histórico

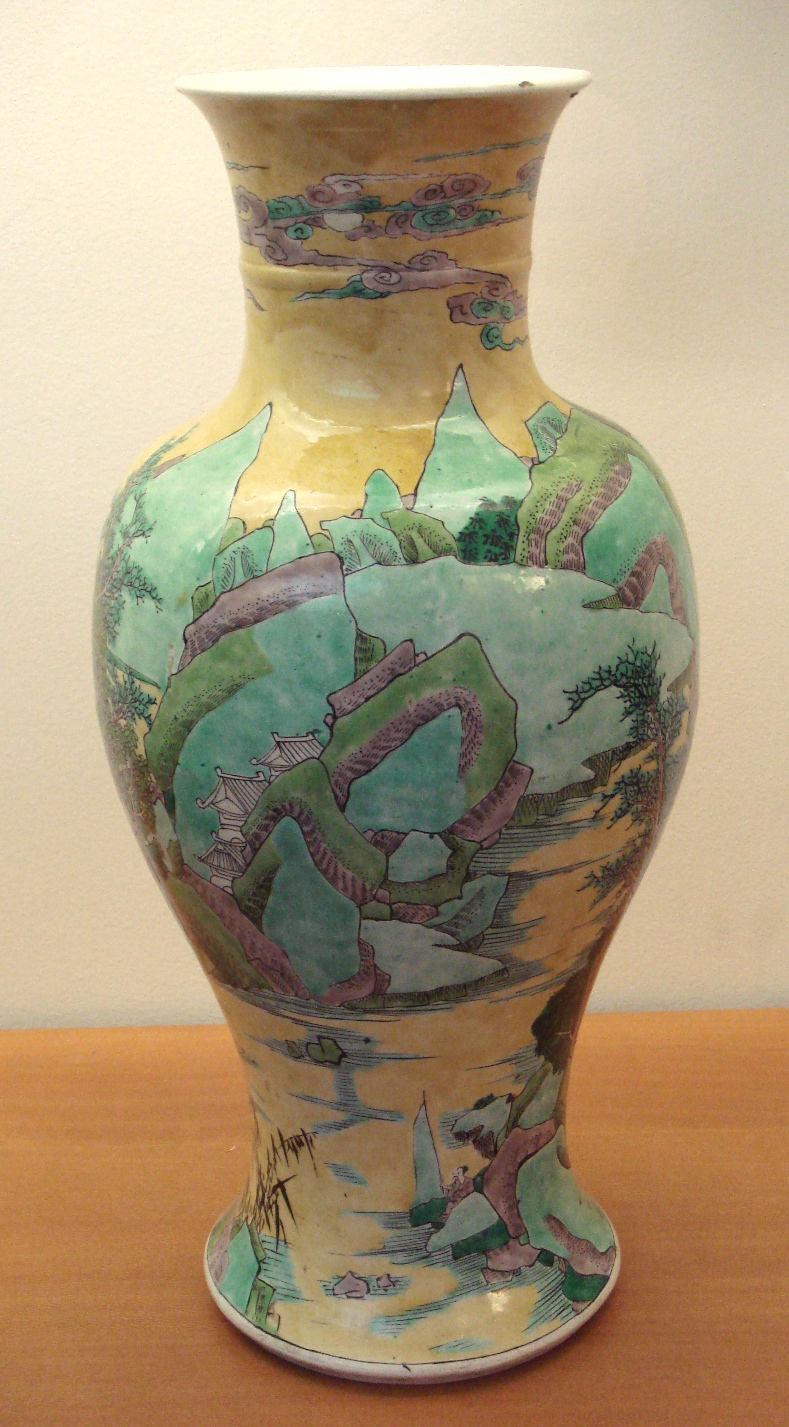
Jarrón chino elaborado a inicios del reinado del emperador Kangxi (Museo Guimet).

El emperador Kangxi subió al trono en un momento en el que la nueva dinastía manchú aún luchaba por consolidar su poder en medio del caos surgido tras la caída de los Ming, y logró atenuar la desconfianza de sus súbditos mediante la promoción de la cultura china, y mediante medidas populares como las reducciones de impuestos y sus seis viajes a las ciudades sureñas de la cuenca del río Yangzi. A estos viajes, durante los cuales visitaba en persona a los funcionarios que dirigían la administración local de estas zonas alejadas de la capital, se les denominó "expediciones al sur" (Nánxún, 南巡), y alimentaron la fama del emperador como hombre dedicado plenamente a sus responsabilidades de gobierno.
Junto a esa imagen que supo proyectar de gobernante ilustrado confuciano, los 60 años de reinado del emperador Kangxi supusieron la consolidación territorial del estado Qing, que tras salir victorioso de la cruenta guerra civil de los Tres Feudos, emprendió una serie de campañas militares que confirmaron la supremacía militar de los ejércitos manchúes y extendieron los límites del imperio. Estas campañas militares serían continuadas por su hijo el emperador Yongzheng y por su nieto el emperador Qianlong, en un proceso que vendría a fijar los límites territoriales de la China moderna. El reinado Kangxi coincidió también con los primeros contactos formales de un emperador chino con potencias occidentales, que se reflejaron en el Tratado de Nerchinsk con Rusia y en la fuerte disputa doctrinal con la Santa Sede.
Frente a esos logros en el desarrollo cultural y artístico, en la expansión territorial y en la consolidación del poder de la nueva dinastía, el desarrollo económico fue muy débil. El caos surgido al final de la dinastía Ming y la dureza de la guerra civil de los Tres Feudos se dejarían sentir a lo largo del reinado Kangxi, y la mejora en las condiciones de vida de la población fue muy limitada. Pero tal vez la mayor crítica que han hecho los historiadores al emperador Kangxi ha sido su incapacidad para resolver el problema de la sucesión después de que el elegido Yinreng fuera despojado de su condición de sucesor al trono. La indecisión del emperador Kangxi para nombrar a un nuevo sucesor y sus dudas respecto a Yinreng, que lo llevarían a perdonarle en una ocasión, pusieron al estado Qing al borde de una grave crisis. La incertidumbre sobre la sucesión se extendería hasta el final de sus días. Tras morir, su hijo Yinzhen anunciaba haber sido elegido como sucesor e inauguraba el nuevo reinado Yongzheng. La confusión en torno al nombramiento daría lugar a sospechas de una posible usurpación, sospechas nunca del todo disipadas que ensombrecerían el reinado del nuevo emperador.